# 马斯河谷事件
马斯河谷事件（也称马斯河谷烟雾事件或1930年马斯河谷烟雾事件），是指1930年12月1日—12月5日发生在比利时马斯河谷工业区的大气污染事件。马斯河谷地区大量工业排放的二氧化硫、氢氟酸等有害气体和粉尘导致的导致的酸性微粒污染。该事件最终导致60余人死亡。马斯河谷事件被认为是20世纪最早被记录的空气污染事件。

## 背景
比利时马斯河河谷工业区是指坐落在狭长的马斯河河谷中，从于伊到列日市长约25公里，宽仅1-2公里的区域，河谷两岸的山冈高超过50米，有的地方甚至接近百米。马斯河贯穿当时法国的香槟-阿登地区、比利时以及荷兰，是当地人类活动的中心地带，加上马斯河及其支流处在石炭纪矿石之上，使得该地区很早就有了开采煤田的历史并且逐渐形成产业。随着工业革命开始，比利时和其他欧洲国家一样开始大量兴建工厂。在列日为中心的马斯河河谷地区，科克里尔家族建立了一个机器制造工厂，并以此为核心开展了涉及采矿、炼铁、生铁加工以及金属制造的工业企业。由科克里尔家族带头，该地区逐渐成为比利时5个工业核心之一。然而该地的高度工业化和人类活动，使得狭长的河谷累计了大量的废弃物，即便是正常情况下，大气中也会有从工厂和家庭炉火排除的一定浓度二氧化硫和氢氟酸。
1930年，马斯河河谷工业区内共有27家工厂，包括四家高炉工厂、三家钢厂，四家玻璃厂和陶瓷厂、三家锌冶炼厂以及一家过磷酸盐工厂等十五家使用氟作为原材料的工厂以及电厂、硫酸工厂、化肥厂等其他工厂。此年12月1日，时至寒冬的马斯河河谷被一场大雾笼罩着，这场大雾同样也笼罩了比利时以及大部分荷兰地区。河谷当地处在反气旋的高气压下，一股每小时1-3公里的微风从列日向西吹进山谷，当地地表气温刚刚超过零度，而在70米到80米的空域出现了逆温层。

## 经过
1930年12月1日、2日，并无异常，然而到了3日正午时分，当地医院、诊所陆续收到因为鼻、口、喉咙、气管和支气管疼痛而前来就诊的市民。不久，一些病人就开始出现黏膜红肿的症状，并伴有剧烈地咳嗽和急促的呼吸，有的患者呼吸频率甚至可以超过每分钟40次。病情严重的病人除了以上症状外，还伴随着呼吸困难、心跳过速、心脏扩张以及皮肤和黏膜发绀、恶心、呕吐的症状。12月4日到5日的24小时内，有超过千名患者前往医疗机构就诊，其中60余名患者先后死亡，雾散之后的12月6日便没有新的病例出现，病患的症状也开始缓解。
如果将受害人按人群区分的话，60余名遇害者中，多数为老人或患有呼吸系统疾病或心脏病的病人，但也有未曾患病的年轻人出现严重症状，另外，即便是没有前述症状的正常人也有出现喉咙不适的情况。1930年12月7日和8日的《黄昏日报》列出了其中48名死者的年龄，范围是从20岁到89岁，平均年龄为62岁，其中27名男性的平均年龄大概56岁，而21名女性的平均年龄则比男性高出许多，达到约70岁。若按地区区分的话，地势高、人口密集、地处山谷东北部的列日地区并未收到严重影响，河谷西南部的于伊则只有若干病人就诊并且没有人员死亡。而死亡病例都出现在列日与于伊之间的瑟兰、弗莱马勒、昂日以及阿迈等村镇。其中昂日及其周边的病患数量和死亡人数均是这几处村镇中最多的。
除此之外，当地的一些动物也出现了呼吸系统疾病，当地饲养的牛、鸟以及田鼠都出现了因为呼吸系统的问题导致死亡的现象。这次事件事发突然，短时间导致人死畜亡，而且死亡人数众多，在当时引发了极高的关注。比利时国内，伊丽莎白王后等要人先后前往灾区慰问。国外的一些重要期刊杂志，如《自然》杂志、《英国医学杂志》、《柳叶刀》杂志都对这起事件进行过报道或加以过梳理，远在中华民国南京发行的《时事月报》也对此事进行过报道。

## 调查及处理

### 调查委员会的调查
1930年12月6日，大雾消散，于是列日的比利时皇家检察官开始组织调查委员会。委员会由列日大学病理解剖学和法医学教授让·菲尔凯（Jean Firket）、法医专家博维（J Bovy）、毒理学专家朔夫斯（M Schoofs）教授、气象学家德阿吕（M Dehalu）教授、化学工业专家马热（J Mage）教授和巴塔（G Batta）教授组成。在皇家检察官的协助下，调查得以顺利进行。委员会首先对尸体进行解剖并询问了患者和当地的医护人员。委员会共解刨了15具尸体，发现尸体主要病变区为呼吸系统，在死者肺部的肺泡中和多核白细胞中均发现了纯碳颗粒，这证明死者在活着的最后一段时间吸入了有毒物质并导致呼吸道发炎。
对当时河谷天气条件进行分析后发现，低温微风使得大雾持续弥漫在山谷中，而逆温层的高度恰好高于当地最高的烟囱，使得工厂排出的本应该随着气流上升的废气无法继续上升扩散，从而使得废气和大雾一起聚积在这长25公里的河谷中。委员会经过计算得出，直径1到4微米的颗粒物从60米的高空沉降所需要的时间为1天半到6天。这类颗粒物在室内外都很容易被吸入体内，这也就解释了为什么在大雾笼罩的第三天，才有人出现症状而大雾散去的时候患者症状得到改善，以及为什么在室内卧床的老年人或病患也会遭到有毒物质的侵害。
在确定病患症状余天气状况的关系后，委员会开始对毒物来源进行调查，在检测当地27家工厂排放的烟气后，委员会认为烟气中的二氧化碳、一氧化碳、氢气、硫化氢、砷化氢、二氧化氮、氨气、盐酸、乙炔以及其他碳氢化合物、亚硫酸盐、氯化物、氟化物、硝酸锌、硝酸铁、氢氟酸等物质均不是造成此次事件的最主要元凶。
委员会逐渐把焦点对准了硫的氧化物，二氧化硫和三氧化硫以及亚硫酸、硫酸，据推测当时该地区二氧化硫浓度大概有25至100毫克/立方米（9-37ppm），超过毒性阈值，而空气中其他污染物如氧化氮、铁或锌氧化物都成为二氧化硫形成三氧化硫的催化剂，而每当十分之一的二氧化硫被氧化，所产生的硫酸浓度（4毫克/立方米）也超过毒性阈值。二氧化硫中毒的症状，如呼吸性麻痺、中毒性肺水腫、咳嗽、呼吸困难，都和该地患者症状相似。
调查报告以法语撰写并于1931年5月递交至比利时皇家医学科学院，1933年发表在一本关于空气污染的书中，1936年，英文删减版发表。另外，调查委员会曾在提交的调查报告中警告说，如果在伦敦发生与马斯河河谷事件相似的的事件，死亡率将会是10.5倍，死亡人数可能达到3197人。然而即便有此次警告，依然没有阻止1952年伦敦烟雾事件的发生，此次事件共导致4000人死亡。

### 莱文的调查
面对大雾导致数十人的死亡，很多谣言流开始传于当地居民之间。其中包括杀人的是飞机所投放的军用毒气、工厂利用大雾作掩护排放大量有毒的化学物质以及最为出名的是毒源是来自于撒哈拉沙漠出来的的毒砂。1931年1月，为了辟除谣言，让·费尔克教授邀请荷兰莱顿大学斯特罗姆·范莱文（Strom van Leeuwen） 教授前往马斯河河谷现场。莱文教授通过对现场的观察，以及与委员会和当地人交谈后，撰写了一篇以《列日南部工业区的雾灾（Die Nebelkatastrophe im Industriegebiet südlich von Lüttich）》为题的文章并刊登在1931年1月9日出版的《慕尼黑医学周刊》上。与调查委员会结论相似，莱文教授通过这篇文章指出，大雾本身并不会致病，因为这场大雾所笼罩的其他地区都未曾出现如马斯河河谷类似的事件。河谷内工厂林立，使得即便在没有其他刺激性物质的情况下，也能闻到二氧化硫的味道，而当地人因为对这种味道习惯了而问不到异味。另外，土地因为酸性物质过多，导致土壤酸化，大量农耕用地遭到破坏。加之河谷当时特殊的天气条件加上日夜开工不停排放的大型工厂使得该地区空气中所含有毒物质数量逐渐变大并可能超过毒性閾值。这时候所要做的是找出哪些废气会导致事件的发生。

### 罗霍姆的调查
除了调查委员会和莱文教授对此事件进行过调查研究外，一些个人也对此事非常关注。来自哥本哈根的科学家卡伊·罗霍尔姆长期对马斯河河谷烟雾事件进行过独立研究。罗霍姆认为氢氟酸和氟化物也是此次事件中的毒源之一，但被调查委员会排除在了事故主因之外。氢氟酸和氟化物被坐落在昂日的一家化肥厂排出来，对当地植物动物产生过不利影响，当地牛所患的严重的骨病就是氟中毒的结果，除此之外，氟使得当地电灯泡和窗玻璃失去光泽。罗霍姆认为调查委员会将氟排除的原因是当时对氟中毒知之甚少，然而当地27家工厂中15家有使用氟做原材料，并且病患的一些症状与氟中毒非常相似，比如恶心、呕吐等。这些证据证明了这次事件的主因也包括氟。

### 后续研究

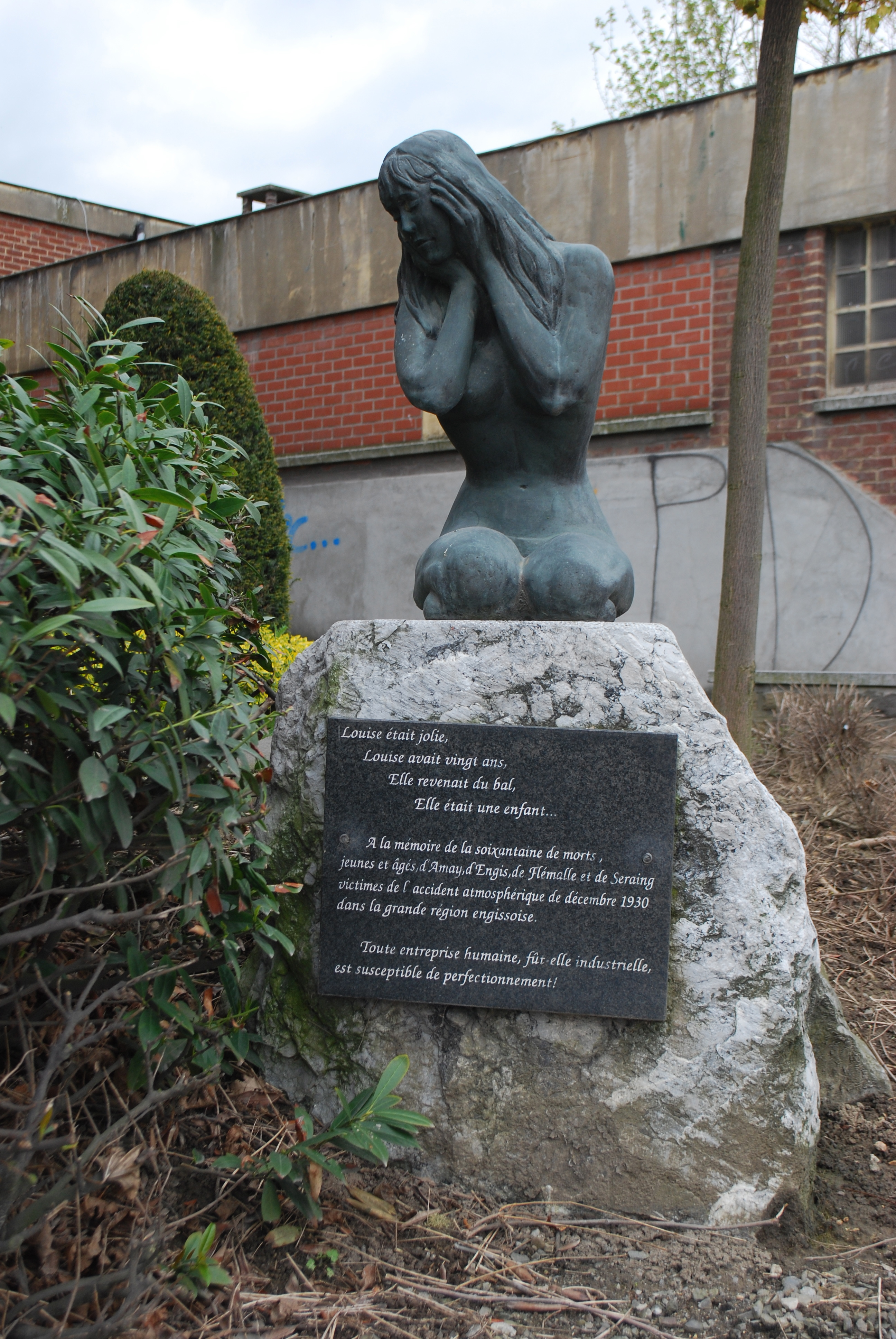
2000年12月2日在昂日落成的大雾遇难者铜像

1938年，比利时卫生部试图通过使用一种永久性的方法来防止1930年的事件再次发生。为了实现这一目标，比利时卫生部组织了以多特勒邦德（Dautrebande）博士为首的调查团，并试图在马斯河谷建立了一个从河谷底部到山顶产生对流的系统，以阻止有毒物质的积累。这一年的3月5日，达特勒班德完成了此次试验。此事件所导致的慢性病等长期影响，如当初被治愈的病患得肺癌概率变高，在多年以后才逐渐被人们所了解。

### 立法
在事件调查完成后，另外两个委员会（分别是由前卫生部部长姓名命名的贝里耶（Berryer）委员会以及后期结论分析委员会）接手了调查，并在初期调查的基础上，计划拟定面对类似的灾难时可能做出的反应的法案以及发展技术。其中具体实施方案包括监控不同海拔、天气条件下不同位置的空气质量；对含有有毒物质的雾生成条件进行实验，并验证这类雾对动物的影响从而制定气体无害化标准；统计和记录毒雾对植物影响并将损害与烟雾相联系，寻找包括回收烟雾内粉尘的方法在内的降低烟雾风险的技术方法等。然而该计划因为过高的成本和困难度遭到了遗弃，委员会做出结论认为尽管避免工厂释放二氧化硫等有害气体十分重要，但不能因此扼杀整个行业并将生计从人民手中夺走。随后，委员会的工作重点转向发展和制造捕获烟雾中粉尘和硫化物产品的研究。1933年8月，一项修改先前立法的比利时皇家法令颁布，该法令规范了对工业工厂的监督并引入了卫生管理。然而立法后效果并不理想，1934年底，类似的浓雾又飘进该山谷，然而科克里尔家族却向比利时皇家气象研究所报告说“并无异常”。

### 纪念雕像
2000年12月，为了纪念这次大雾所遇难的人们，当地艺术家保罗·范德尔斯莱恩（Paul Vandersleyen）在昂日树立起了一尊铜像和纪念碑。碑文分三段，第一段提到了此次事件中一位年仅22岁的女性遇难者，之后是纪念来自瑟兰、弗莱马勒、昂日以及阿迈的60名遇难者。碑文最后一句则是预言：“人类的一切努力，甚至工业活动，皆可臻于完美。”

## 备注
1. ↑  一说数百人[9]。
2. ↑  关于具体死亡人数各处记载不一，分别有60人说[6]，63人说[9][10]，64人说[11]，65人说[12]，66人说[13]。